# Fallceon longifolius
Fallceon longifolius är en dagsländeart som först beskrevs av Arnold Girard Kluge 1992.  Fallceon longifolius ingår i släktet Fallceon och familjen ådagsländor. Inga underarter finns listade i Catalogue of Life.